# Volta a Polònia 2012
La Volta a Polònia 2012 fou la 69a edició de la cursa ciclista Volta a Polònia. La prova formava part de l'UCI World Tour 2012 i es disputà entre el 10 i el 16 de juliol de 2012. Els ciclistes hagueren de superar 1.234,7 km distribuïts en set etapes.
El vencedor final fou l'italià Moreno Moser (Liquigas-Cannondale), que s'imposà al polonès Michał Kwiatkowski (Team Sky) gràcies a les bonificacions. Sergio Henao (Team Sky) acabà en tercera posició.
Tomasz Marczynski (Vacansoleil-DCM) guanyà la classificació de la muntanya, Ben Swift (Team Sky) la dels punts, Adrian Kurek (Utensilnord Named) la de les metes volants i el Team Sky la classificació per equips.

## Equips participants
Vint-i-cinc equips prenen part en aquesta edició: els 18 ProTeam, que tenen l'obligació de participar-hi en ser una cursa de l'UCI World Tour, sis equips continentals professionals i un equip nacional polonès.
| Núm     | Codi | Equip                   |
| ------- | ---- | ----------------------- |
| 1-8     | LIQ  | Liquigas-Cannondale     |
| 11-18   | OPQ  | Omega Pharma-Quick Step |
| 21-28   | BMC  | BMC Racing Team         |
| 31-38   | LAM  | Lampre-ISD              |
| 41-48   | KAT  | Team Katusha            |
| 51-58   | AST  | Astana Qazaqstan Team   |
| 61-68   | STB  | Team Saxo-Tinkoff       |
| 71-78   | VCD  | Vacansoleil-DCM         |
| 81-88   | RAB  | Rabobank ProTeam        |
| 91-98   | RNT  | RadioShack-Nissan       |
| 101-108 | OGE  | Orica-GreenEDGE         |
| 111-118 | LTB  | Lotto-Belisol           |
| 121-128 | GRS  | Garmin-Sharp            |

| Núm     | Codi | Equip                     |
| ------- | ---- | ------------------------- |
| 131-138 | SKY  | Team Sky                  |
| 141-148 | ALM  | AG2R La Mondiale          |
| 151-158 | FDJ  | FDJ-BigMat                |
| 161-168 | MOV  | Movistar Team             |
| 171-178 | EUS  | Euskaltel–Euskadi         |
| 181-188 | CJR  | Caja Rural                |
| 191-198 | ARG  | Argos-Shimano             |
| 201-208 | COG  | Colnago-CSF Inox          |
| 211-218 | FAR  | Farnese Vini-Selle Italia |
| 221-228 | UNA  | Utensilnord-Named         |
| 231-238 | TT1  | Team Type 1-Sanofi        |
| 241-248 | POL  | Equip nacional de Polònia |

## Etapes
| Etapa    | Data         | Ciutats d'etapa                           | km    | Vencedor de l'etapa  | Líder de la general      |
| -------- | ------------ | ----------------------------------------- | ----- | -------------------- | ------------------------ |
| 1a etapa | 10 de juliol | Karpacz - Jelenia Góra                    | 179,5 | Moreno Moser (ITA)   | Moreno Moser (ITA)       |
| 2a etapa | 11 de juliol | Wałbrzych - Opole                         | 239,4 | Ben Swift (GBR)      | Moreno Moser (ITA)       |
| 3a etapa | 12 de juliol | Kędzierzyn-Koźle - Cieszyn                | 201,7 | Zdeněk Štybar (CZE)  | Moreno Moser (ITA)       |
| 4a etapa | 13 de juliol | Będzin - Katowice                         | 127,8 | Aidis Kruopis (LTU)  | Michał Kwiatkowski (POL) |
| 5a etapa | 14 de juliol | Rabka-Zdrój - Zakopane                    | 163,1 | Ben Swift (GBR)      | Michał Kwiatkowski (POL) |
| 6a etapa | 15 de juliol | Bukowina Tatrzańska - Bukowina Tatrzańska | 191,8 | Moreno Moser (ITA)   | Moreno Moser (ITA)       |
| 7a etapa | 16 de juliol | Cracòvia - Cracòvia                       | 131,4 | John Degenkolb (GER) | Moreno Moser (ITA)       |

## Classificacions finals

### Classificació general
|    | Ciclista                 | Equip                   | Temps       |
| -- | ------------------------ | ----------------------- | ----------- |
| 1  | Moreno Moser (ITA)       | Liquigas-Cannondale     | 30h 15' 49" |
| 2  | Michał Kwiatkowski (POL) | Omega Pharma-Quick Step | + 5"        |
| 3  | Sergio Henao (COL)       | Team Sky                | + 16"       |
| 4  | Aleksandr Kólobnev (RUS) | Team Katusha            | + 25"       |
| 5  | Linus Gerdemann (GER)    | RadioShack-Nissan       | + 28"       |
| 6  | Rinaldo Nocentini (ITA)  | AG2R La Mondiale        | + 29"       |
| 7  | Ion Izagirre (ESP)       | Euskaltel–Euskadi       | + 29"       |
| 8  | Tiago Machado (POR)      | RadioShack-Nissan       | + 29"       |
| 9  | Alexandre Geniez (FRA)   | Argos-Shimano           | + 29"       |
| 10 | Rigoberto Urán (COL)     | Team Sky                | + 29"       |

### Classificacions secundàries
|   | Ciclista                       | Equip               | Punts |
| - | ------------------------------ | ------------------- | ----- |
| 1 | Tomasz Marczynski (POL)        | Vacansoleil-DCM     | 85    |
| 2 | Daniel Teklehaimanot (Eritrea) | Orica-GreenEDGE     | 46    |
| 3 | Bartosz Huzarski (POL)         | Selecció de Polònia | 43    |
| 4 | Sergio Henao (COL)             | Team Sky            | 30    |
| 5 | Tom Slagter (NED)              | Rabobank ProTeam    | 28    |

|   | Ciclista                 | Equip                   | Punts |
| - | ------------------------ | ----------------------- | ----- |
| 1 | Ben Swift (GBR)          | Team Sky                | 77    |
| 2 | Michał Kwiatkowski (POL) | Omega Pharma-Quick Step | 69    |
| 3 | Moreno Moser (ITA)       | Liquigas-Cannondale     | 59    |
| 4 | Sergio Henao (COL)       | Team Sky                | 52    |
| 5 | Theo Bos (NED)           | Rabobank ProTeam        | 47    |

|   | Ciclista                 | Equip                   | Punts |
| - | ------------------------ | ----------------------- | ----- |
| 1 | Adrian Kurek (POL)       | Utensilnord Named       | 11    |
| 2 | Lukasz Bodnar (POL)      | Selecció de Polònia     | 9     |
| 3 | Michał Kwiatkowski (POL) | Omega Pharma-Quick Step | 7     |
| 4 | Mikhaïl Ignàtiev (RUS)   | Team Katusha            | 5     |
| 5 | Fabian Wegmann (GER)     | Garmin-Sharp            | 4     |

| # | Equip                   | Temps        |
| - | ----------------------- | ------------ |
| 1 | Team Sky                | 90h 49' 30"" |
| 2 | RadioShack-Nissan       | + 04"        |
| 3 | Movistar Team           | + 1' 25"     |
| 4 | AG2R La Mondiale        | + 2' 19"     |
| 5 | Omega Pharma-Quick Step | + 2' 37"     |

### UCI World Tour
La Volta a Polònia atorga punts per l'UCI World Tour 2012 sols als ciclistes dels equips de categoria ProTeam.
| Posició               | 1r  | 2n | 3r | 4t | 5è | 6è | 7è | 8è | 9è | 10è |
| Classificació general | 100 | 80 | 70 | 60 | 50 | 40 | 30 | 20 | 10 | 4   |
| Per etapa             | 6   | 4  | 2  | 1  | 1  |    |    |    |    |     |

| #  | Ciclista           | Equip                   | Punts |
| -- | ------------------ | ----------------------- | ----- |
| 1  | Moreno Moser       | Liquigas-Cannondale     | 113   |
| 2  | Michał Kwiatkowski | Omega Pharma-Quick Step | 87    |
| 3  | Sergio Henao       | Team Sky                | 74    |
| 4  | Aleksandr Kólobnev | Team Katusha            | 60    |
| 5  | Linus Gerdemann    | RadioShack-Nissan       | 50    |
| 6  | Rinaldo Nocentini  | AG2R La Mondiale        | 40    |
| 7  | Ion Izagirre       | Euskaltel–Euskadi       | 30    |
| 8  | Tiago Machado      | RadioShack-Nissan       | 20    |
| 9  | Ben Swift          | Team Sky                | 18    |
| 10 | Elia Viviani       | Liquigas-Cannondale     | 8     |

| Classificats de l'11 al 29 | Classificats de l'11 al 29 | Classificats de l'11 al 29 | Classificats de l'11 al 29 |
| -------------------------- | -------------------------- | -------------------------- | -------------------------- |
| 11                         | Aidis Kruopis              | Orica-GreenEDGE            | 6                          |
| 11                         | Zdeněk Štybar              | Omega Pharma-Quick Step    | 6                          |
| 13                         | Francesco Gavazzi          | Astana Qazaqstan Team      | 4                          |
| 13                         | Mathew Hayman              | Team Sky                   | 4                          |
| 13                         | Rigoberto Urán             | Team Sky                   | 4                          |
| 16                         | Lars Boom                  | Rabobank ProTeam           | 2                          |
| 16                         | Tom Boonen                 | Omega Pharma-Quick Step    | 2                          |
| 16                         | Theo Bos                   | Rabobank ProTeam           | 2                          |
| 16                         | Pim Ligthart               | Vacansoleil-DCM            | 2                          |
| 20                         | Daniele Bennati            | RadioShack-Nissan          | 1                          |
| 20                         | Jacopo Guarnieri           | Astana Qazaqstan Team      | 1                          |
| 20                         | Michael Matthews           | Rabobank ProTeam           | 1                          |
| 20                         | Manuele Mori               | Lampre-ISD                 | 1                          |
| 20                         | Przemysław Niemiec         | Lampre-ISD                 | 1                          |
| 20                         | Aleksandr Pórsev           | Team Katusha               | 1                          |
| 20                         | Greg Van Avermaet          | BMC Racing Team            | 1                          |
| 20                         | Tosh van der Sande         | Lotto-Belisol              | 1                          |
| 20                         | Giovanni Visconti          | Liquigas-Cannondale        | 1                          |
| 20                         | Fabian Wegmann             | Garmin-Sharp               | 1                          |

## Evolució de les classificacions
| Etapa | Vencedor       | Classificació general | Classificació de la muntanya | Classificació per punts | Classificació de les metes volants | Classificació per equips |
| ----- | -------------- | --------------------- | ---------------------------- | ----------------------- | ---------------------------------- | ------------------------ |
| 1     | Moreno Moser   | Moreno Moser          | Daniel Teklehaymanot         | Moreno Moser            | Sylvain Georges                    | Team Sky                 |
| 2     | Ben Swift      | Moreno Moser          | Daniel Teklehaymanot         | Fabian Wegmann          | Łukasz Bodnar                      | Team Sky                 |
| 3     | Zdeněk Štybar  | Moreno Moser          | Daniel Teklehaymanot         | Moreno Moser            | Łukasz Bodnar                      | Team Sky                 |
| 4     | Aidis Kruopis  | Michał Kwiatkowski    | Daniel Teklehaymanot         | Ben Swift               | Adrian Kurek                       | Team Sky                 |
| 5     | Ben Swift      | Michał Kwiatkowski    | Daniel Teklehaymanot         | Ben Swift               | Adrian Kurek                       | Team Sky                 |
| 6     | Moreno Moser   | Moreno Moser          | Tomasz Marczyński            | Michał Kwiatkowski      | Adrian Kurek                       | Team Sky                 |
| 7     | John Degenkolb | Moreno Moser          | Tomasz Marczyński            | Ben Swift               | Adrian Kurek                       | Team Sky                 |
| Final | Final          | Moreno Moser          | Tomasz Marczyński            | Ben Swift               | Adrian Kurek                       | Team Sky                 |